# Denise Affonço
Denise Affonço (Nom Pen (Camboya), 1944) es una escritora Camboyana. 
De padre francés y madre vietnamita. Trabajaba como secretaria en la embajada francesa en Phnom Penh cuando se produjo el golpe de Estado de los jemeres rojos en 1975. Affonço decidió permanecer en Camboya junto a su marido y sus hijos; pronto fueron deportados al campo, donde sufrieron todo tipo de penalidades y su hija y su marido murieron. En 1979 la invasión vietnamita libró al país del régimen de los jemeres rojos y, pocos meses después, Affonço testificó en el juicio contra Ieng Sary y Pol Pot, líderes del régimen, que se celebró en Phnom Penh. Las notas que escribió durante la preparación de su testimonio fueron la base de El infierno de los jemeres rojos, publicado en Francia en 2005. Hoy en día, Denise Affonço vive en París.